# Popillia princeps
Popillia princeps är en skalbaggsart som beskrevs av Edgar von Harold 1878. Popillia princeps ingår i släktet Popillia och familjen Rutelidae. Utöver nominatformen finns också underarten P. p. phyllodes.